# Димитър Басарбовски
Преподобни  Димитър Басарбовски е светия почитан от Българската, Румънската и Руската православна църква. Паисий Хилендарски в своята „История славянобългарска“ посочва 1685 г. като вероятна година на смъртта му. 

## Биография
Според Паисиевата история Димитър живее оскъдно и се прехранва от малко лозе до река и няколко на брой овце. Прекарва така целия си живот. Там умира и е погребан. По-късно мощите му били пренесени в село Басарбово, Русенско, където край тях ставали изцеления. 
Според румънския синаксар Димитър е селски пастир с чувствителна съвест и страх Божи. Веднъж по невнимание стъпква птиче гнездо с птиченца. За наказание три години ни зиме,  ни лете не обул „виновния крак"..  
Според друго предание бил женен без деца, като след смъртта на жена си постъпил в скалния манастир до родното си село, където бил постриган за калугер, проявил усърдие и възпитал у себе си всички възвишени 
добродетели на истински монах. Усещайки близкия си край излязъл от манастира, легнал между два камъка на брега на близката река Русенски Лом и там починал. След време пороен дъжд свлякъл двата камъка заедно със светите останки на преподобния в реката. Преподобни Димитър се явил на „бесновата девица“ от село Басарбово и обещал да я излекува, щом извади мощите му от реката. Мощите били извадени и положени в селската 
църква, а болното момиче било излекувано. Такива изцеления с времето получили много други хора.
Две сестри от близкото село Червена вода решили тайно да откраднат от мощите му частица за новопостроения от тях храм, но колата им не могла да тръгне, докато не се разкаяли и не върнали откраднатата частица
Търновският митрополит Никифор дошъл да се поклони на мощите с група духовници в която група бил и монах Лаврентий. Той се опитал, като целува мощите да отхапе частица, но устата му останала отворена до момента, докогато със сълзи на очи се покаял.
В края на руско-турската война (1768 – 1774) мощите му били предвидени за изнасяне в Руската империя от генерал Иван Салтиков, но по настояване на угровлашкия митрополит Григорий II и на видния букурещки български търговец Димитър Поклонник, преводач на генерала, били оставени в Букурещ. Генералът взима само дясната му ръка и я занася в Киевско-Печерската лавра. Оттогава светите мощи почиват в Букурещ, в църквата „Св. св. Константин и Елена".
Тодор Моллов излага тезата, че народният светец е живял три века по-рано от обявената от Паисий Хилендарски дата и го свързва с друг инок - Серафим. Католическия епископ Николо Пулиези, посетил Басарбово около 1764 - 1765 г. свидетелства, че е видял мощите на Димитър, които се съхранявали в църква на името на светеца. Селяните го почитали благоговейно вече три века, като в чест на светеца редовно се правели жертвоприношения (колели животни, ядяли и пиели), на които присъствали още българи и арменци от град Русе.
Свети Димитър Нови (както е известен в Румъния) е провъзгласен за закрилник на Букурещ през 1792 г., по времето на митрополит Филарет II (1792-1793). Патриарх Юстиниан Марина обявява канонизирането на Свети Димитър на 27 октомври 1955 г.
В нощта на 17 февруари 1918 г., по време на окупацията на Букурещ през Първата световна война, камбаните бият, известявайки за изчезването на мощите на св. Димитър от митрополитската църква в Букурещ. Няколко български войници взимат ковчега с мощите на светеца, опитвайки се да прекосят Дунава. Плановете им са осуетени и мощите са върнати в Букурещ. По това време вярващите в Букурещ се събират десетки хиляди, тъй като светецът е смятан за покровител на град Букурещ поради многото извършени чудеса и спасения на града. Например епидемията от чума между 1813 и 1814 г унищожава половината от жителите на Букурещ и около 70 000 души в цялата страна. След като пренесли мощите на светеца в шествие през града и отслужили молитви, чумата отминала.
През 2005 г. по молба на българския патриарх Максим икона с образа на св. Димитър в която е вградена частица от светите му мощи е подарена от румънския патриарх Теоктист на Басарбовския манастир.
По думите на монах св. Порфирий Кавсокаливит († 1991 г.) молитвата на монахът отшелник извършва чудеса и неговият принос е по-голям от този на най-достойния проповедник.

#### Честване:
- в Българската и Румънската православни църкви - 27 октомври;
- в Руската православна църква (по Юлианския календар ) - 26 октомври и 8 юли (пренасяне на мощите).

## Храмове в България, посветени на Димитър Басарбовски
В България са посветени едва три храма на Димитър Басарбовски. На първо място това е единственият действащ скален манастир в България, където е и живял светецът - Басарбовският манастир. Енорийската църква в село Басарбово също носи името на светеца.
На Свети Димитър Басарбовски е посветен и новият храм в град Ихтиман. Църквата, чието строителство започва през 2003 година, е завършена през 2018 и осветена през 2020 година.